# Samsung Galaxy A series
Samsung Galaxy A-серия — линейка смартфонов и планшетов среднего класса, выпускаемая компанией Samsung Electronics как часть обширной линейки Galaxy. Первой моделью в серии стала Galaxy Alpha первого поколения, выпущенная 31 октября 2014 года.
После анонса серии 2017 года Samsung объявила, что надеется продать до 20 миллионов смартфонов серии Galaxy A, ориентированных на потребителей в Европе, Африке, Азии, на Ближнем Востоке и в Латинской Америке.
По состоянию на 2020 год большинство моделей серии Galaxy A доступны в большинстве стран. Galaxy Tab A также входит в серию A и доступен в большинстве стран.

## История
| 2014 | Samsung Galaxy Alpha    |
| 2015 | Samsung Galaxy A (2015) |
| 2016 | Samsung Galaxy A (2016) |
| 2017 | Samsung Galaxy A (2017) |
| 2018 | Samsung Galaxy A (2018) |
| 2019 | Samsung Galaxy Ax0      |
| 2020 | Samsung Galaxy Ax1      |
| 2021 | Samsung Galaxy Ax2      |
| 2022 | Samsung Galaxy Ax3      |
| 2023 | Samsung Galaxy Ax4      |
| 2024 | Samsung Galaxy Ax5      |
| 2025 | Samsung Galaxy Ax6      |

### Предшественник

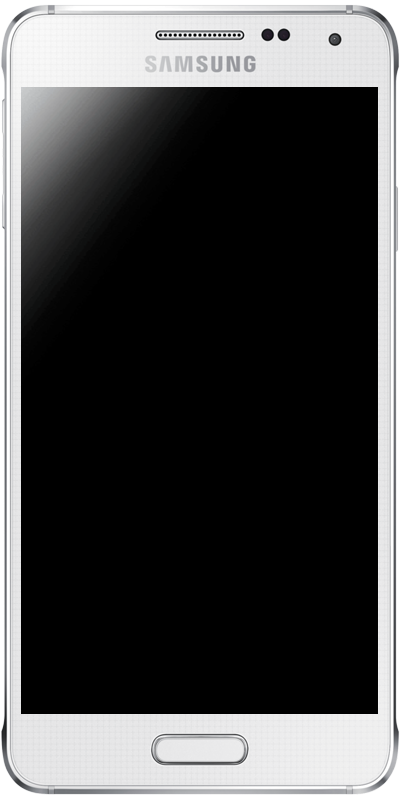
Galaxy Alpha

Серия «Galaxy A» впервые появилась на Samsung SHW-M100S, выпущенном в 2010 году исключительно для южнокорейского рынка и известном как Samsung Anycall Galaxy A. Это было устройство среднего ценового сегмента, стоящее значительно ниже флагмана Galaxy S.

### Серии Samsung Galaxy Alpha и A (2014-2015)

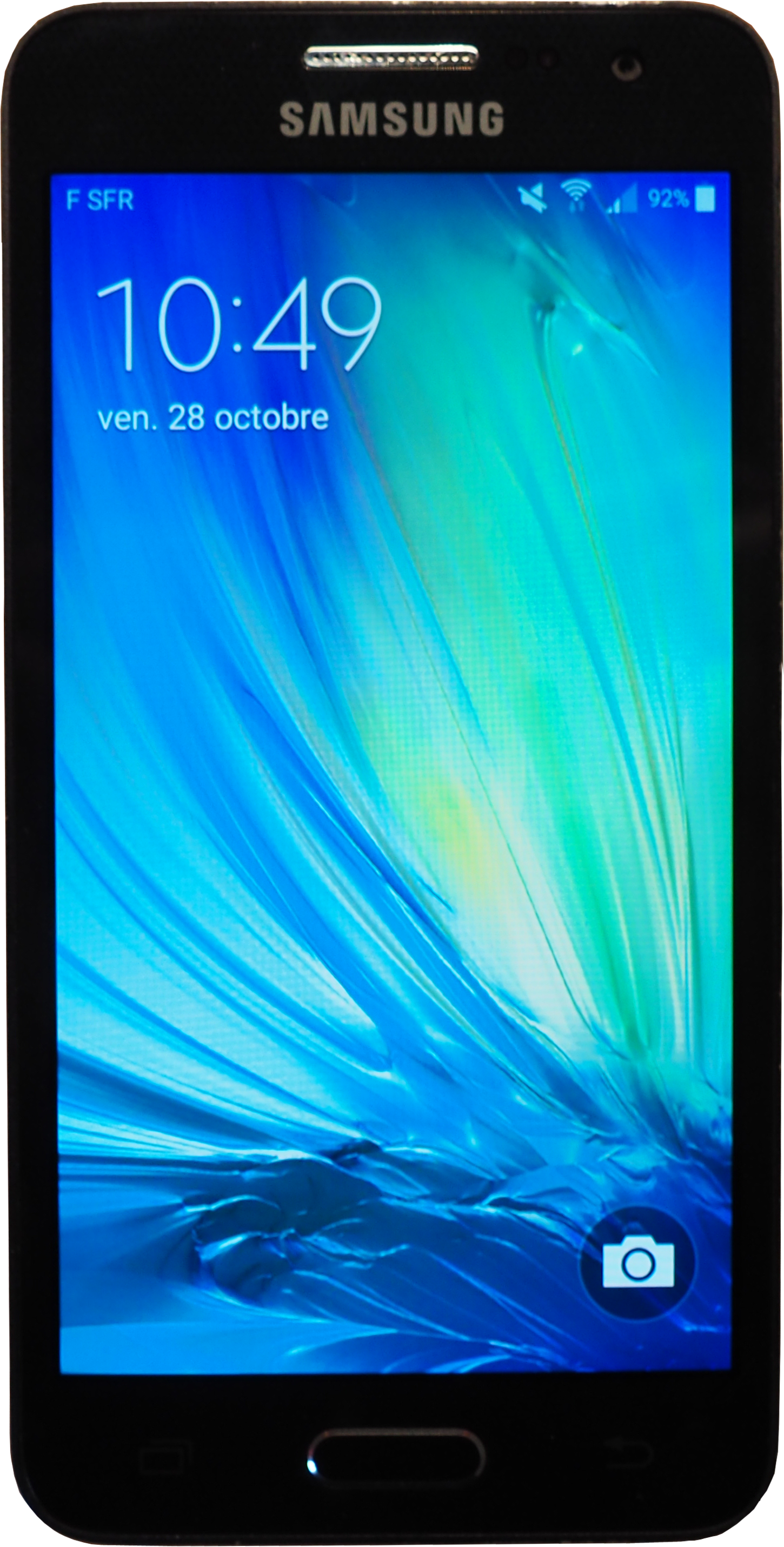
Galaxy A3 - самая популярная модель линейки 2015 года

Samsung Galaxy Alpha был представлен 13 августа 2014 года и выпущен в сентябре 2014 года. Высококачественное устройство Galaxy Alpha — это первый смартфон Samsung с металлическим корпусом и более качественными материалами, хотя в остальном его внешний вид по-прежнему напоминает предыдущие модели. например, Samsung Galaxy S5. Он также включает в себя Qualcomm Snapdragon 801 или новую систему на кристалле Exynos 5430 от Samsung, которая является первой мобильной системой на кристалле, использующей 20-нанометровый производственный процесс. Тем не менее, Galaxy Alpha получил неоднозначные отзывы: несмотря на то, что его хвалили за более качественную сборку и дизайн по сравнению с утилитарной пластиковой конструкцией более ранних моделей Galaxy, устройство критиковали за его скромные характеристики по сравнению с флагманом Galaxy S5, а Alpha подвергалась критике. из-за отсутствия водонепроницаемости, экрана с более низким разрешением (720p против 1080p) и отсутствия слота MicroSD для расширяемой памяти. Alpha также дебютировала по цене, слишком высокой для того, что некоторые считают смартфоном «среднего класса», поскольку, хотя он использует тот же Snapdragon 801, что и Galaxy S5, большинство более ранних телефонов с Snapdragon 801 уже были на рынке. в течение нескольких месяцев и видел падение цен. После запуска генеральный директор Samsung Electronics Дж. К. Шин объяснил, что Alpha была «построена и спроектирована на основе конкретных желаний потребительского рынка». Компания рекламировала, что Galaxy Alpha ознаменует собой «новый подход к дизайну» продуктов Samsung, и что элементы Alpha могут появиться в будущих моделях Samsung. Его операционная система основана на Android 4.4.4 «KitKat» с собственной версией пользовательского интерфейса TouchWiz. По всему миру было выпущено несколько обновлений, и в апреле 2015 года Android 5.0.2 «Lollipop» стал доступен через обновление OTA.

#### Samsung Galaxy Tab A
В марте 2015 года Samsung представила серию Galaxy Tab A с дисплеями 8,0 и 9,7 дюймов, стилусом S Pen, а также предустановленными приложениями Samsung. Функция S Pen в серии Galaxy Tab A делает первое устройство Samsung Galaxy, оснащенное стилусом Samsung за пределами серии Note.

### Серия Samsung Galaxy A (2016)

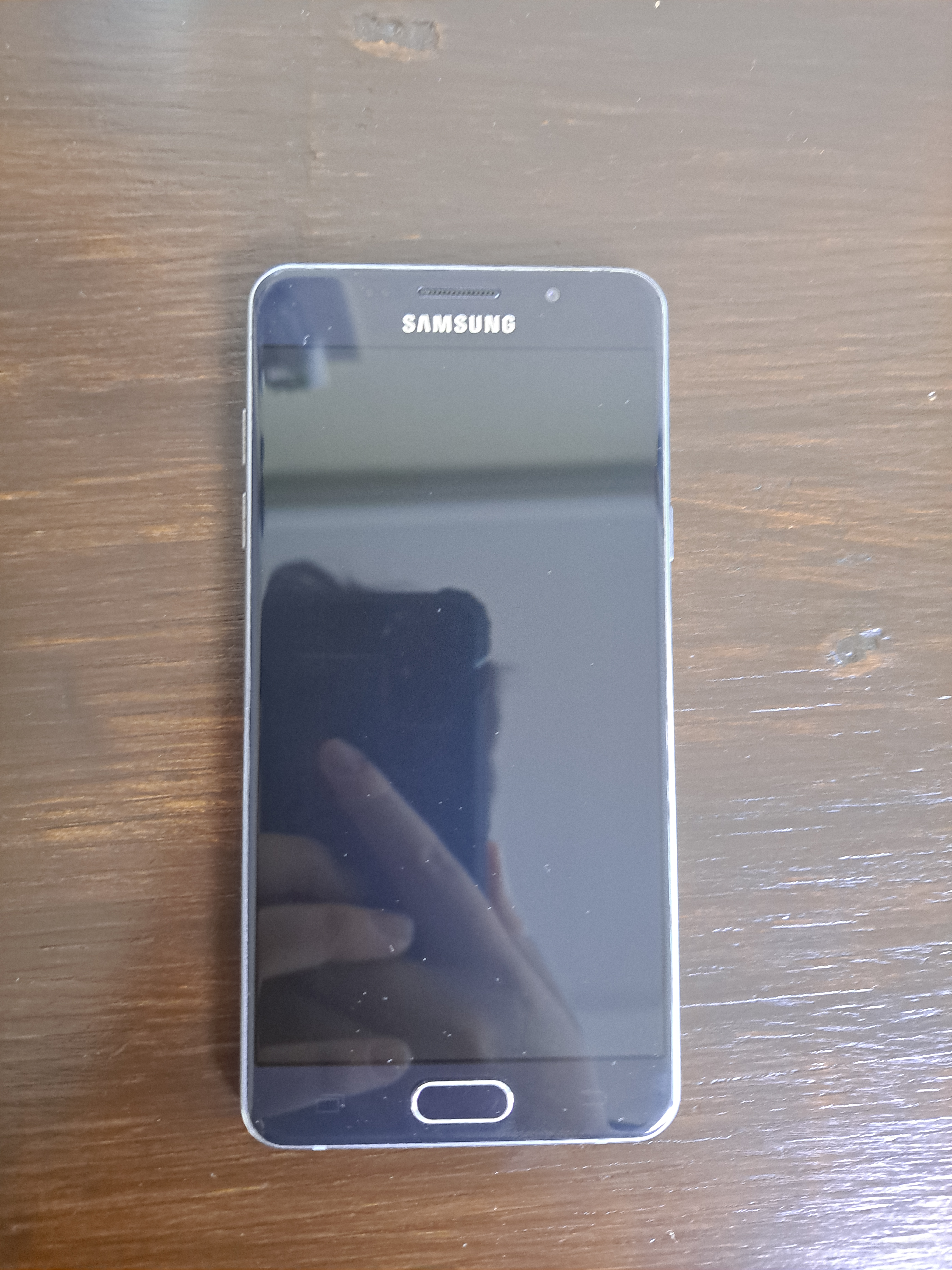
Galaxy A5 - самая популярная модель линейки 2016 года

В серии Galaxy A 2016 были представлены новые функции, в том числе корпус из металла и стекла, NFC с поддержкой Samsung Pay, функция адаптивной быстрой зарядки Samsung и увеличенное время автономной работы. Серия Galaxy A (2016) очень похожа на флагманы Galaxy S6 и Galaxy Note 5, которые были выпущены в апреле 2015 года и августе 2015 года соответственно.

### Серия Samsung Galaxy A (2017)

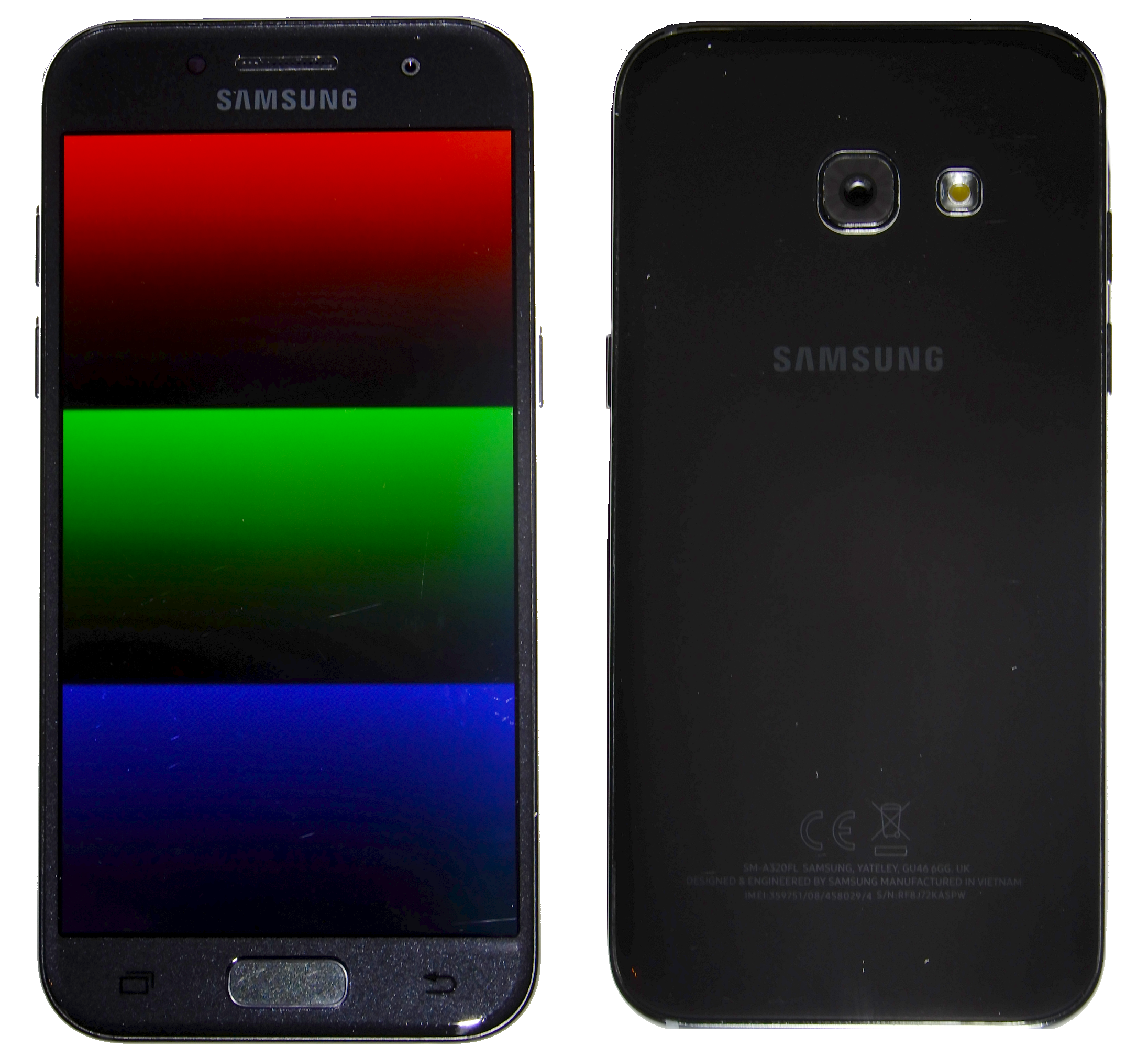
Galaxy A3 - самая популярная модель линейки 2017 года

В январе 2017 года Samsung представила серию Galaxy A 2017 года. Недавно улучшенные функции включают в себя 16-мегапиксельные переднюю и заднюю камеры, процессор Exynos 7 Octa 7880 SoC, стеклянный 3D-дисплей (аналогичный Samsung Galaxy S6 edge+, Galaxy Note 5 и Galaxy S7), датчики барометра и гироскопа, а также сертификацию IP68 для воды и пыли. сопротивление, а также поддержку Gear 360 (2017). Новый дизайн серии очень похож на Galaxy S7 и S7 Edge, выпущенные в марте 2016 года. В серию входят три модели: Galaxy A3, Galaxy A5 и Galaxy A7. Это была последняя серия Galaxy A, в которой использовался пользовательский интерфейс TouchWiz, прежде чем он был заменен Samsung Experience и One UI в более поздних моделях.

### Серия Samsung Galaxy A (2018)

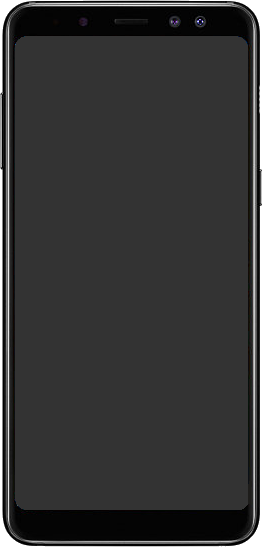
Galaxy A8 - самая популярная модель линейки 2018 года

Серия Galaxy A 2018 года впервые представляет множество высококачественных функций в линейке Galaxy A, включая многообъективную камеру, дисплей Infinity, адаптивную быструю зарядку, сертификацию IP68 и обновленный дизайн. В этой серии используется пользовательский интерфейс Samsung Experience, заимствованный из Galaxy S8 и Galaxy Note 9. Серия включает семь моделей, такие как: Samsung Galaxy A6, Galaxy A6+, Galaxy A7, Galaxy A8, Galaxy A8+, Galaxy A8 Star и Galaxy A9.

### Серия Samsung Galaxy Ax0

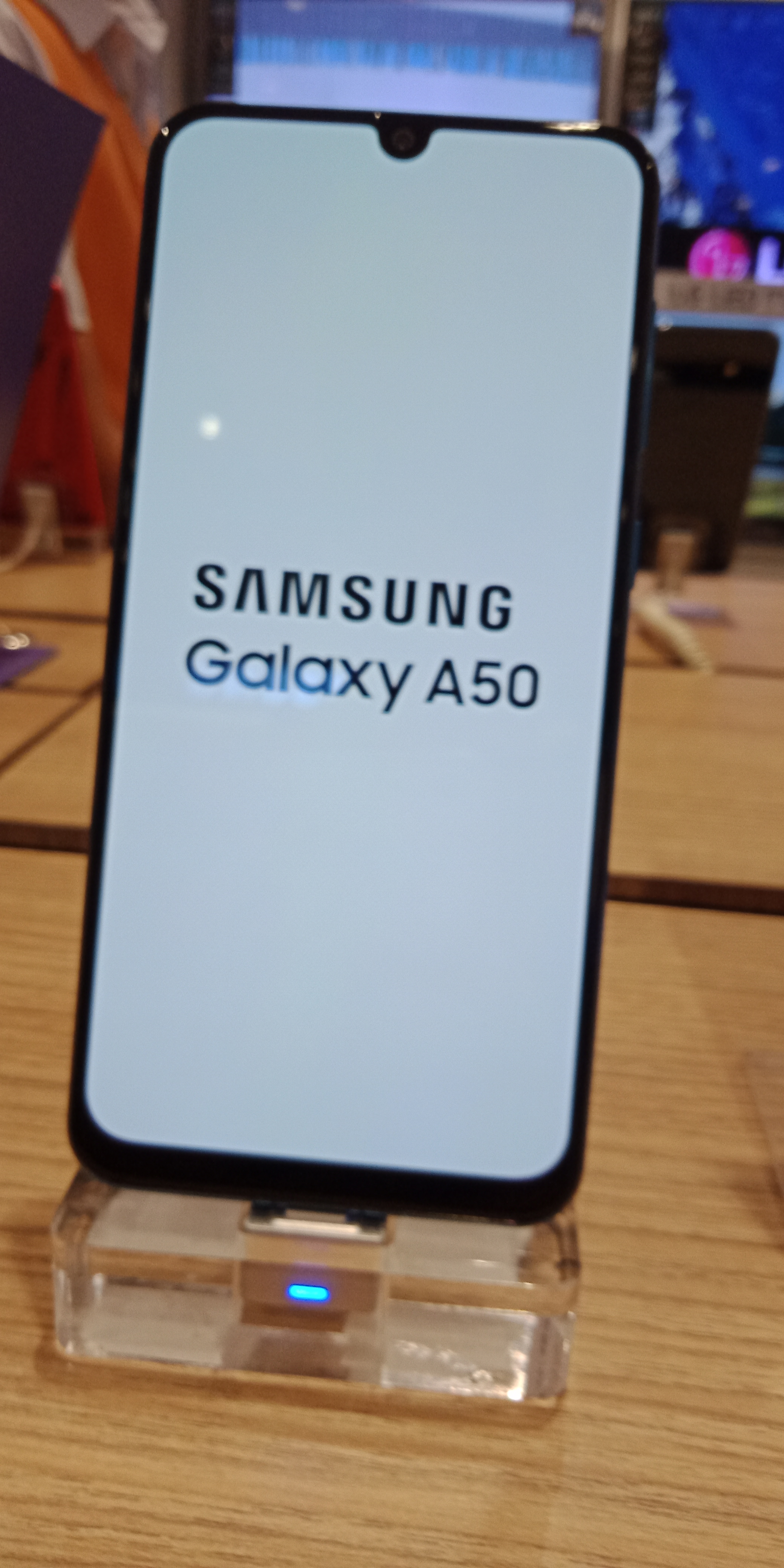
Galaxy A50 - самая популярная модель линейки 2019 года

Samsung представила серию Galaxy A 2019 года в феврале 2019 года вместе с эксклюзивной онлайн-серией Galaxy M. В отличие от всех предыдущих моделей, линейка переходит на новую двузначную номенклатуру, впервые представленную в Galaxy S10. Он сохраняет функции более высокого уровня, ранее представленные в серии Galaxy A 2018, с несколькими улучшениями, наряду с дисплеем с каплевидным вырезом (также дебютировавшим в серии Galaxy M), большей емкостью аккумулятора, более новыми SoC и большей емкостью памяти. Функция стабилизации видео вернулась после того, как она была удалена из серии Galaxy A 2017, но рейтинг IP67 был удален на более высоких моделях. Эта линейка, за исключением A2 Core, имеет пользовательский интерфейс One UI в соответствии с серией S10. Серия включает в себя самые многочисленные модели серии Galaxy A, восемнадцать моделей — Galaxy A2 Core, Galaxy A10e, Galaxy A10, Galaxy A10s, Galaxy A20, Galaxy A20s, Galaxy A30, Galaxy A30s, Galaxy A40, Galaxy A40s, Samsung Galaxy А50, Galaxy А50s, Galaxy А60, Galaxy A70, Galaxy A70s, Galaxy A80 и Galaxy A90.

### Серия Samsung Galaxy Ax1

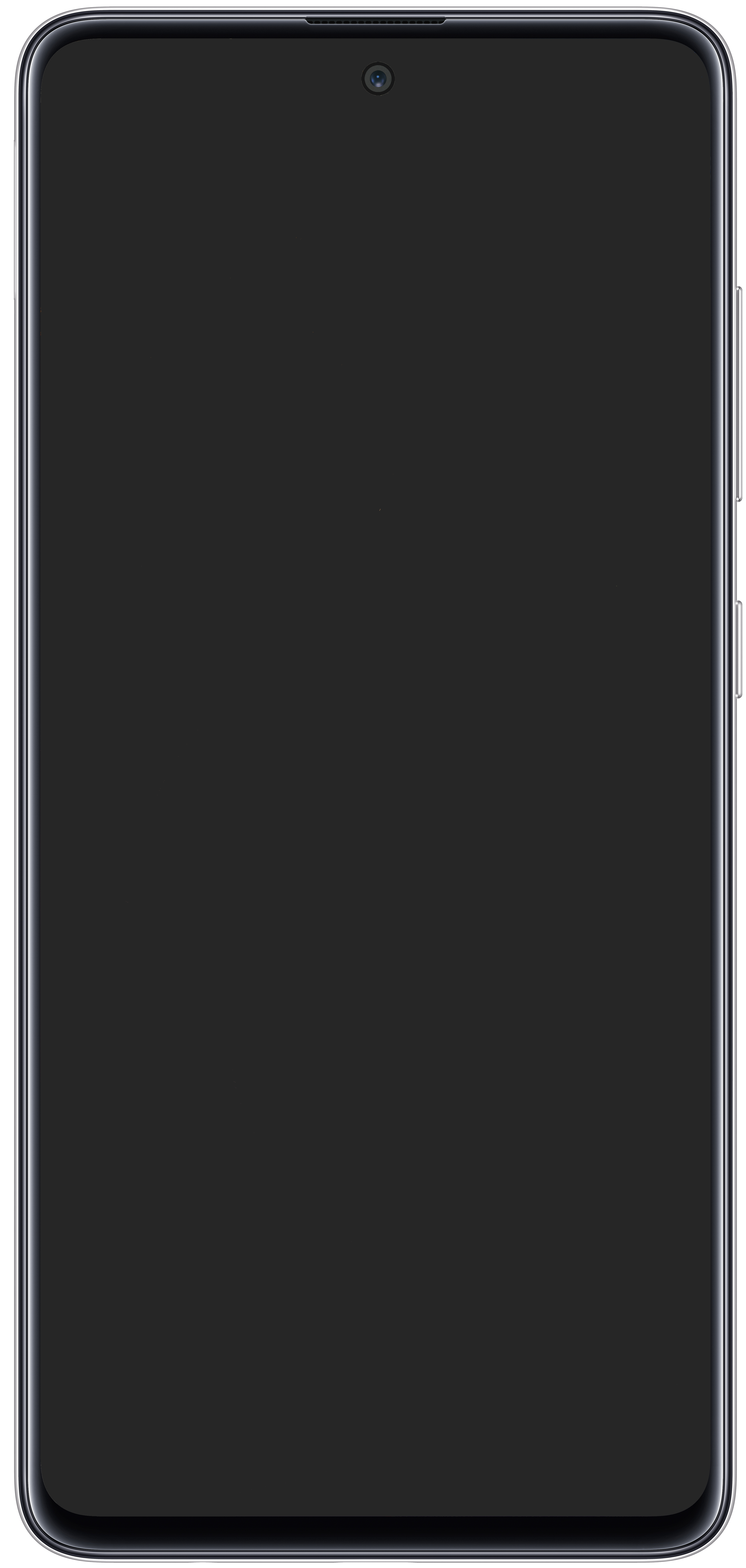
Galaxy A51 - самая популярная модель линейки 2020 года

Samsung представила серию Galaxy A 2020 года через несколько месяцев после выпуска обновления среднего поколения серии 2019 года (с суффиксом «s»). В этой серии появились новые функции, такие как геометрический дизайн, более новые и быстрые SoC (по сравнению с их предшественниками), перфорированный дисплей (на некоторых устройствах), а также увеличенный объем оперативной памяти и хранилища. Серия включает одиннадцать моделей, а именно: Galaxy A01 Core, Galaxy A01, Galaxy A11, Galaxy A21, Galaxy A21s, Galaxy A31, Galaxy A41, Galaxy A51, Galaxy A71, Galaxy A51 5G и Galaxy A71 5G. Galaxy A01 Core был второй ультрабюджетной моделью в серии Galaxy A, первой из которых была Galaxy A2 Core 2019 года.

### Серия Samsung Galaxy Ax2
Samsung представила серию Galaxy A 2021 года в сентябре 2020 года. В этой серии увеличены объемы оперативной памяти и хранилища, различные обновления камеры, оптическая стабилизация изображения на более дорогих моделях и 5G на более широком диапазоне моделей, причем некоторые из них имеют экраны большего размера, чем LTE. аналоги. Он также отказывается от SoC Exynos в пользу Qualcomm и MediaTek, поскольку SoC Exynos теперь ориентированы только на флагманские модели. Рейтинг IP67 вернулся для более дорогих моделей после того, как он отсутствовал в двух предыдущих поколениях. По мнению многих, это поколение - лучшее во всей линейке.

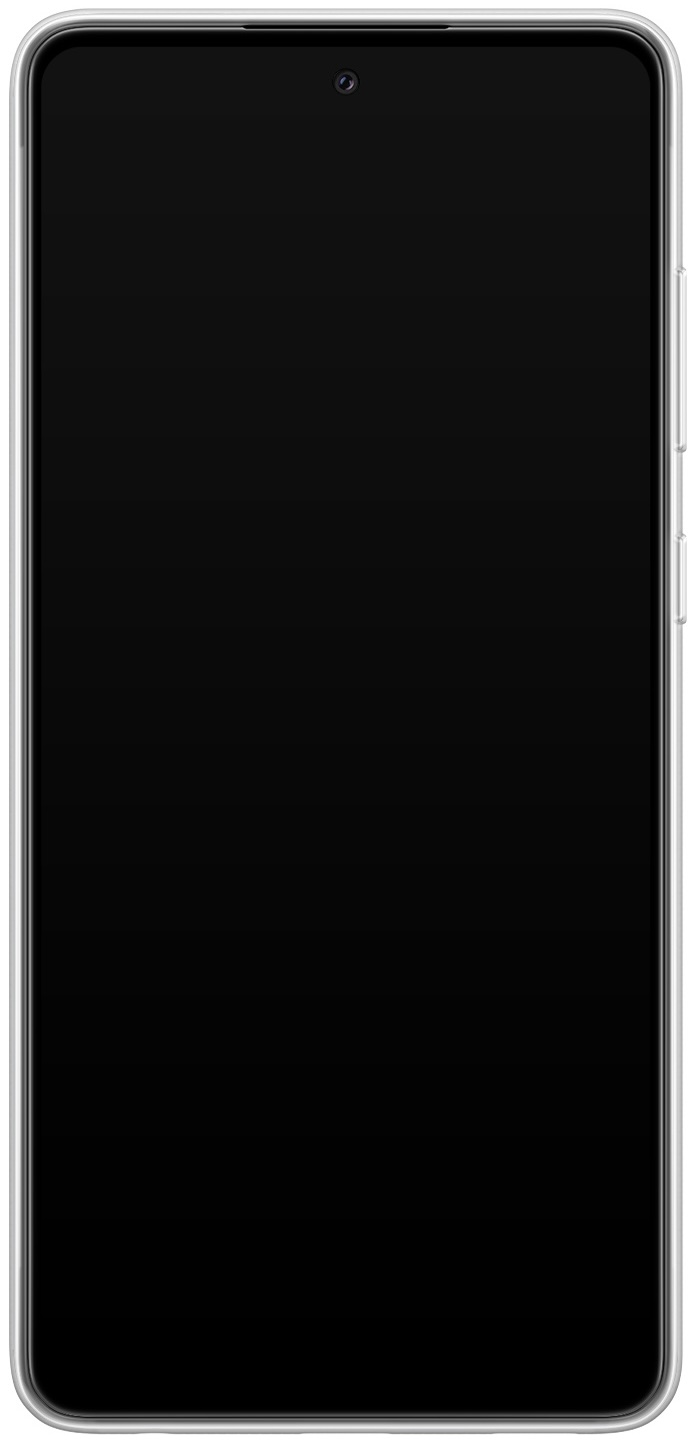
Galaxy A52 - самая популярная модель линейки 2021 года

В настоящее время серия включает двенадцать моделей: Galaxy A02, Galaxy A02s, Galaxy A12, Galaxy A22, Galaxy A22 5G, Galaxy A32, Galaxy A32 5G, Galaxy A42 5G, Galaxy A52, Galaxy A52 5G, Galaxy A52s 5G и Galaxy A72.

### Серия Samsung Galaxy Ax3
Samsung представила серию Galaxy A 2022 года в августе 2021 года. В этой серии были представлены большие экраны (как в версиях LTE, так и в версиях 5G по сравнению с предыдущим поколением, которое было зарезервировано только для версий 5G), различные обновления камеры и возвращение персикового цвета устройства, после того, как он отсутствовал в двух предыдущих поколениях.

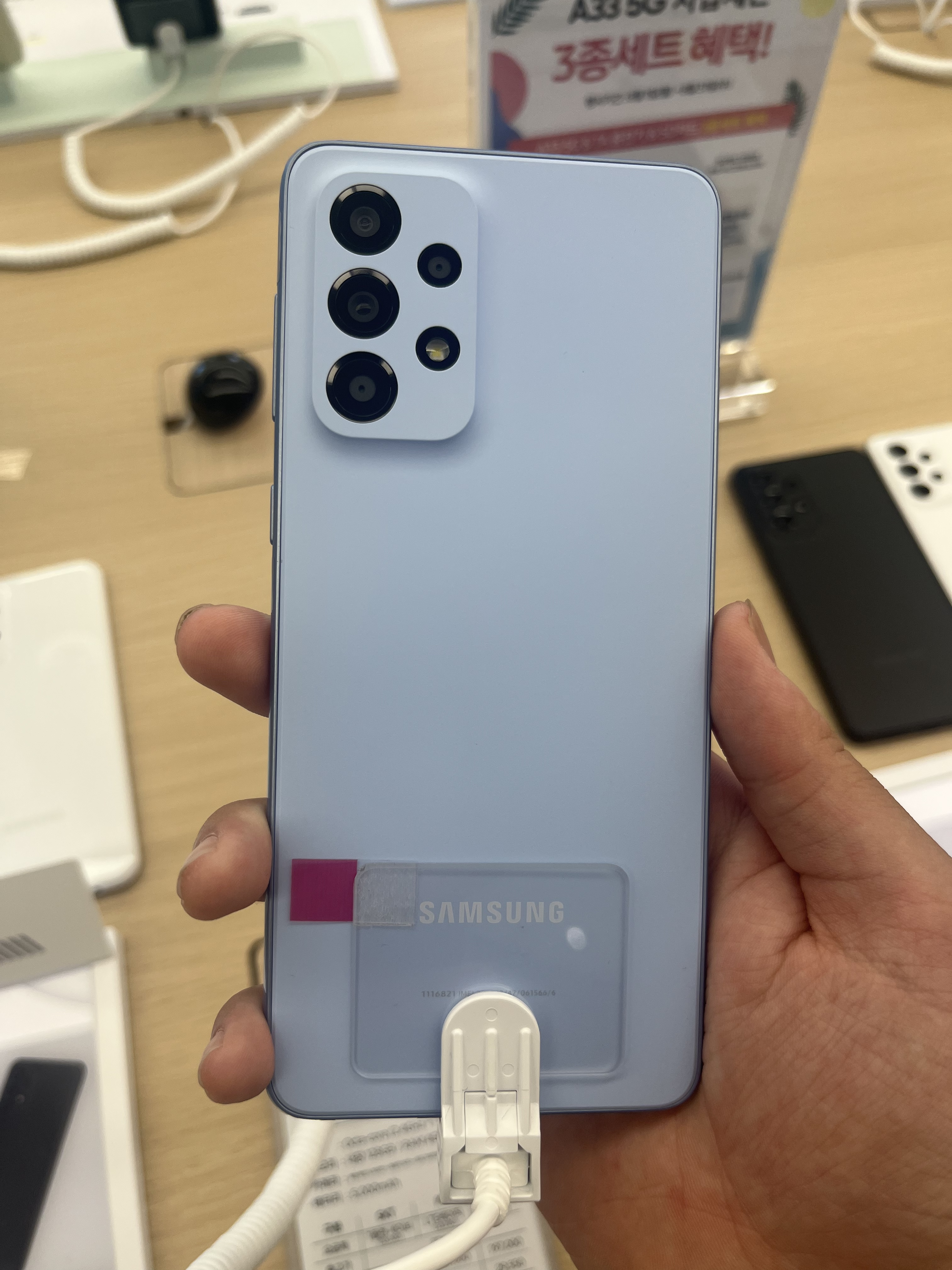
Galaxy A33 - самая популярная модель линейки 2022 года

В настоящее время серия состоит из девяти моделей или, возможно, больше, в зависимости от страны или региона – Galaxy A03 Core, Galaxy A03, Galaxy A03s, Galaxy A13, Galaxy A13 (5G), Galaxy A23, Galaxy A23 (5G), Galaxy A33 (5G), Galaxy A53 (5G), Galaxy A73 (5G).

### Серия Samsung Galaxy Ax4
Samsung представила серию Galaxy A 2023 года в 2022 году.
В настоящее время серия состоит из девяти моделей или, возможно, больше, в зависимости от страны или региона – Galaxy A04e, Galaxy A04, Galaxy A04s, Galaxy A14, Galaxy A14 (5G),
Galaxy A24 4G, Galaxy A34 5G, Galaxy A54 5G.

### Серия Samsung Galaxy Ax5
Samsung представила серию Galaxy A 2024 года в 2023 году.
В настоящее время серия состоит из Samsung Galaxy A05, Galaxy A05s, Samsung Galaxy A15, Galaxy A25, Galaxy A35, Galaxy A55.

### Серия Samsung Galaxy Ax6
Samsung представила серию Galaxy A 2025 года в 2024 году.
В настоящее время серия состоит из Samsung Galaxy A06, Samsung Galaxy A16, Galaxy A26, Galaxy A36, Galaxy A56.

## Планшетные компьютеры

### Модельный ряд 2015 года
- Galaxy Tab A 8.0 (2015)
- Galaxy Tab A 9.7 (2015)

### Модельный ряд 2016 года
- Galaxy Tab A 10.1 (2016)
- Galaxy Tab A 7.0 (2016)

### Модельный ряд 2017 года
- Galaxy Tab A 8.0 (2017)

### Модельный ряд 2018 года
- Galaxy Tab A 10.5 (2018)
- Galaxy Tab A 8.0 (2018)

### Модельный ряд 2019 года
- Galaxy Tab A 10.1 (2019)
- Galaxy Tab A 8.0 (2019)
- Galaxy Tab A Kids 8.0 (2019)

### Модельный ряд 2020 года
- Galaxy Tab A 8.4 (2020)
- Galaxy Tab A7 10.4

### Модельный ряд 2021 года
- Galaxy Tab A7 Lite (2021)

### Модельный ряд 2022 года
- Galaxy Tab A8 (2022)